# Schimpelsee
Schimpelsee är en sjö i Österrike.   Den ligger i förbundslandet Steiermark, i den centrala delen av landet, 210 km sydväst om huvudstaden Wien. Schimpelsee ligger 2 144 meter över havet.
Trakten runt Schimpelsee består i huvudsak av gräsmarker. Runt Schimpelsee är det ganska glesbefolkat, med 22 invånare per kvadratkilometer.